# Серёгин, Михаил Алексеевич
Михаил Алексеевич Серёгин (род. 23 февраля 1971, Москва) — гандболист и гандбольный тренер.

## Биография
Воспитанник СДЮШОР ЦСКА по гандболу. Выступал за СКА (Минск) и ЦСКА.
После окончания карьеры игрока стал гандбольным тренером — работал с женской сборной России, возглавлял клуб «Астраханочка»; работал в тренерском штабе в клубе «Звезда». Летом 2023 года возглавил «Звезду».

## Достижения
Игрок:
- Чемпион СССР (1988, 1989)
- Чемпион России (1993, 1994)
- Бронзовый призёр чемпионата страны (1990, 1992, 1995, 1996)
- Чемпион Европы и серебряный призёр чемпионата мира с молодёжной сборной 1994 г.р.